# Jodid lithný
Jodid lithný je lithná iontová sůl kyseliny jodovodíkové se vzorcem LiI. Tato sloučenina je velice hygroskopická a na vzduchu dochází k oxidaci jódu, výsledkem čehož je, že se látka barví do žluta až do hněda.

## Využití
Jodid lithný se používá jako elektrolyt do lithiových baterií a do baterií stavěných na vysoké teploty.

## Výskyt a výroba
Jodid lithný se sice vyskytuje v mořích, ale v příliš malém množství, proto se vyrábí uměle. Výroba je velice jednoduchá:
LiOH + HI → LiI + H2O
Hydroxid lithný reaguje s jodovodíkem za vzniku vody a jodidu lithného.
Alternativně lze použít i reakce se slabou solí, například kyseliny jodovodíkové s uhličitanem lithným.
HI + Li2CO3 → LiI + H2O + CO2
Nebo jej lze vyrábět reakcí hydridu lithného s jódem.
LiH + I2 → HI + LiI.
Z ekonomických důvodů se však průmyslově vyrábí prvním zmíněným způsobem.